# Spadicoides xylogena
Spadicoides xylogena är en svampart som först beskrevs av A.L. Sm., och fick sitt nu gällande namn av S. Hughes 1958. Spadicoides xylogena ingår i släktet Spadicoides och familjen Helminthosphaeriaceae.   Inga underarter finns listade i Catalogue of Life.